# Comuna de Olszyna
Olszyna (polaco: Gmina Olszyna) é uma gminy (comuna) na Polónia, na voivodia de Baixa Silésia e no condado de Lubański. A sede do condado é a cidade de Olszyna.
De acordo com os censos de 2005, a comuna tem 6924 habitantes, com uma densidade 144,4 hab/km².

## Área
Estende-se por uma área de 47,16 km², incluindo:
- área agricola: 68%
- área florestal: 19%

## Comunas vizinhas
- Gryfów Śląski, Leśna, Lubań